# Brachythemis lacustris
Brachythemis lacustris – gatunek ważki z rodziny ważkowatych (Libellulidae). Występuje w Afryce Subsaharyjskiej i jest szeroko rozpowszechniony – od Senegambii na wschód po Etiopię i Somalię oraz na południe po RPA.
W RPA imago lata od listopada do końca kwietnia. Długość ciała 31,5–32,5 mm. Długość tylnego skrzydła 22–22,5 mm.